# Olea europaea subsp. laperrinei
Sous-espèce
Synonymes
- Olea laperrinei Batt. & Trab.[2]

Olea europaea subsp. laperrinei, l’Olivier de Laperrine ou l'Aleo des Touaregs, est une sous-espèce d'olivier, plante de la famille des Oleacée. Elle est endémique des régions montagneuses du Sahara central. Ce végétal appartient au genre Olea, espèce europaea, sous-espèce laperrinei. Il fait partie du « complexe de l'olivier » qui regroupe les populations d'oliviers (Genre Olea) du bassin méditerranéen et de l'Afrique sub-saharienne.
Le Sahara est un des plus grands déserts du monde et il constitue une barrière naturelle qui restreint les échanges entre organismes vivants, particulièrement les végétaux. L'olivier de Laperrine fait partie de ceux qui se sont réfugiés dans les montagnes à la recherche de pluies, lesquelles augmentent avec l'altitude.

## Description botanique

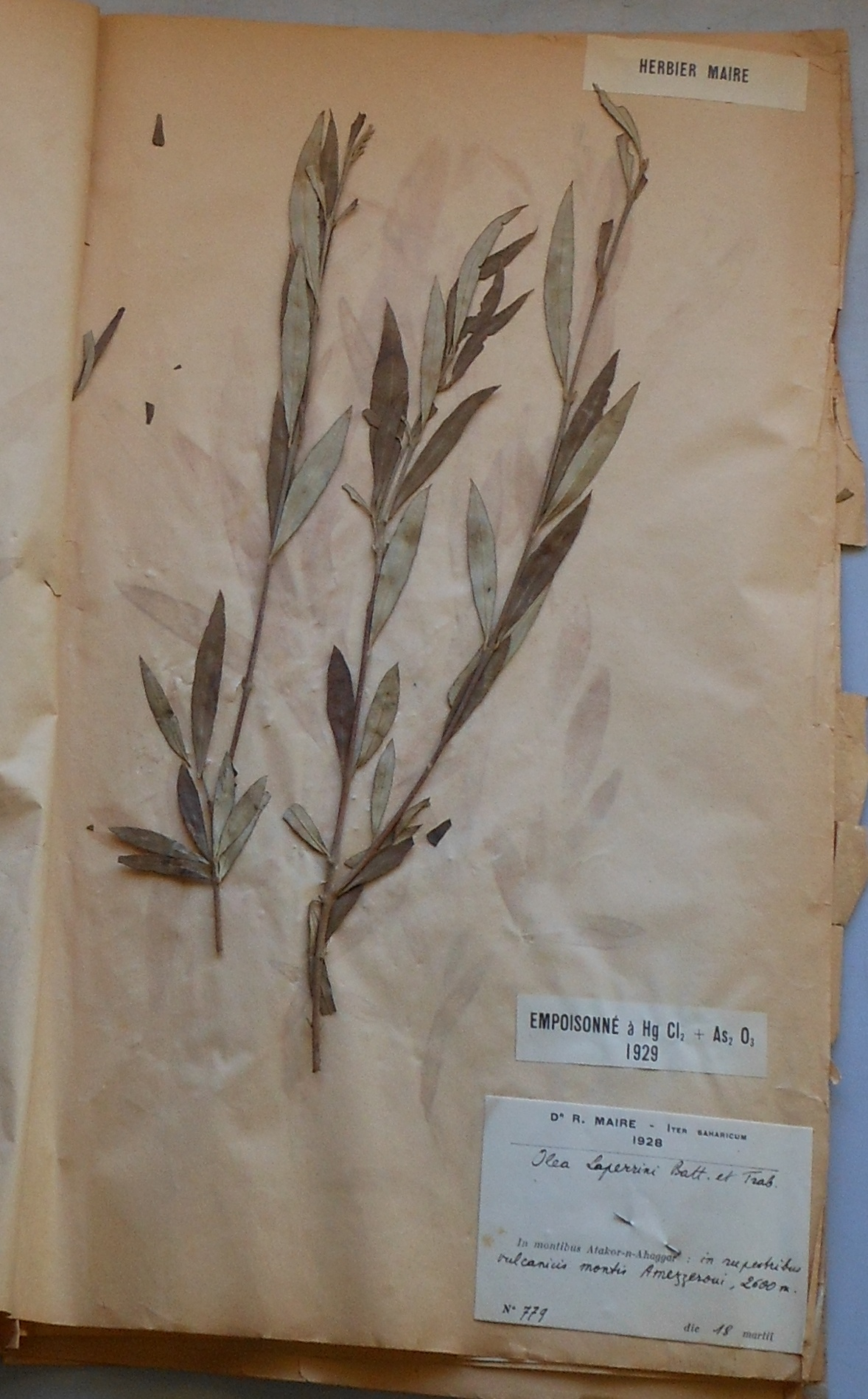
Planche de l'herbier Maire (spécimen 779) conservé à l'Université de Montpellier (MPU)

Le spécimen type est conservé à l'Herbier de l'Université de Montpellier 2 (code MPU, Institut de Botanique).

### Appareil végétatif
L'Olea europaea subsp. laperrinei  peut atteindre une hauteur de 1,5 à 3 m et son tronc est principalement monocaule. Certains spécimens ont été observés atteignant 7 m. Sous la pression du pâturage (moutons de Barbarie, chèvres et dromadaires) il vivote sous forme de buisson et ne dépasse pas 1,5 m.
Les feuilles sont lanceolées-linéaires à linéaire, de 2,8 à 4,5 / 7 cm de long et 0,3 / 0,5 à 1 / 1,5 cm de largeur. Elles sont vert cendré sur le dessus et blanchâtres / argentées sur le dessous. Leur apex est nettement mucroné. La nervure médiane est aplatie ou canaliculée, le pétiole mesure 0,2 à 0,4 cm de long.
Les individus soumis au broutage développent des caractères juvéniles. C'est une stratégie de survie.

### Appareil reproducteur
Les fleurs ont un diamètre de  4 à 6 mm, elles sont blanches avec des bractéoles présentes et bien développées. Les fruits sont rassemblés en panicules. Ils sont de forme ovoïde à sphérique, mesurant 4 à 5 mm de diamètre et 5 à 8 mm de longueur. La pulpe est de couleur violacée (Médail et al., 2001). 
Cet olivier fleurit rarement et, par voie de conséquence, fructifie peu. Néanmoins, les années de bonne pluviométrie, il fleurit et fructifie. Comme les populations d'oiseaux sont pauvres, la dissémination des noyaux se fait par les petits rongeurs ou par la gravité sur de courtes distances.

## Localisation

### Actuellement
L'Olivier de Laperrine vit en altitude, entre 1400 et 2800 m, là où les précipitations annuelles moyennes sont de 50 à 100 mm. 

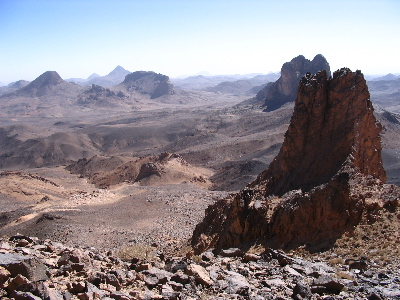
Paysage du Hoggar en Algérie.

En Afrique, il est présent au Sahara, en :
- Afrique du Nord : Algérie : massifs du Hoggar, du Mouyedir, du Tefedest et du Tassili n'Ajjer.
- Afrique tropicale du Nord-Est : Soudan Jebel Marra (Darfour),
- Afrique de l'Ouest tropicale : Niger : Massif de l'Aïr.

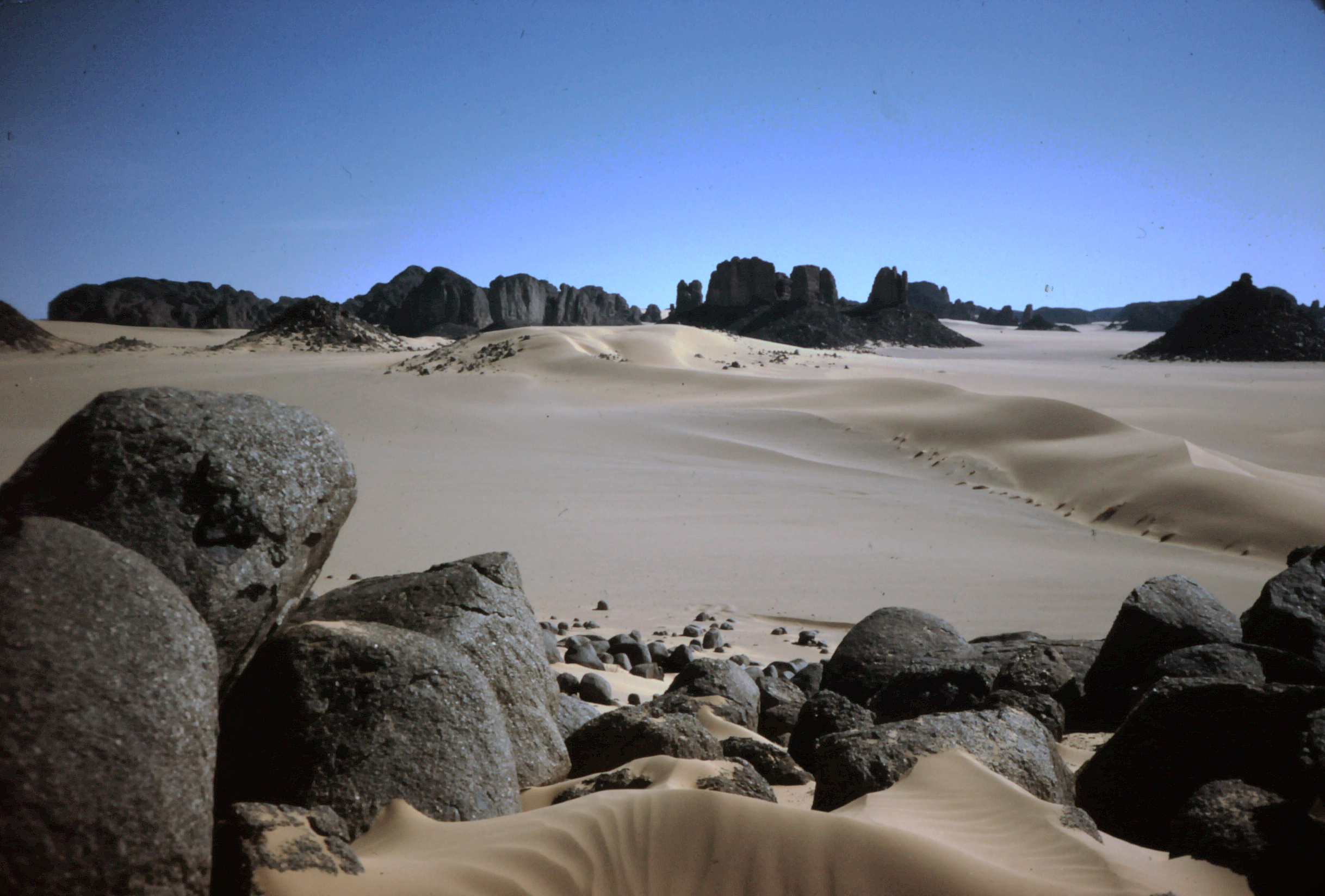
Vue du Tassili n'Ajjer en Algérie près du fort Gardel : grès fluviatiles du Paléozoïque (env. 450 millions d'années) en cours d'ensablement par les dunes du grand erg oriental et granite érodé en « boules » au premier plan.

Dans le Hoggar et l'Aïr, quelques espèces ligneuses sont associées à l'olivier de Laperrine (Vachellia flava, Cupressus dupreziana, Ficus salicifolia, Maerua crassifolia, Myrtus nivellei, Nerium oleander, Pistacia atlantica, Rhus tripartita ou Ziziphus maerua). La signification biogéographique de l'olivier de Laperrine a été souvent présentée comme un exemple frappant pour expliquer l'origine des flores sahariennes et méditerranéennes. Cet olivier était présent et a disparu des montagnes du Tchad (Ennedi et Tibesti) où le taxon est éteint mais a laissé des fossiles.

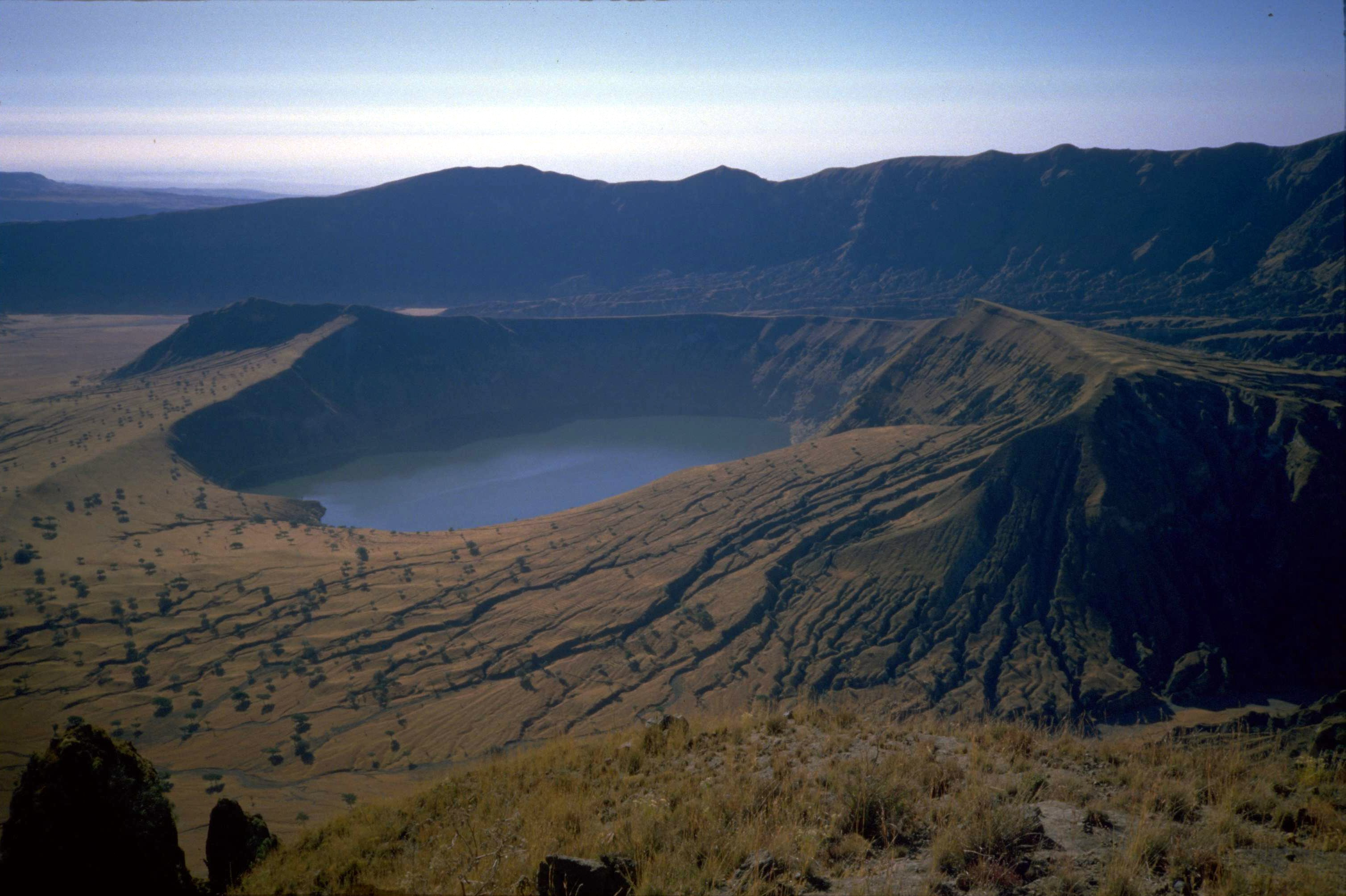
Jebel Marra (Soudan). Lac Deriba.

### Paléobotanique
Au Pléistocène, l'olivier de Laperrine couvrait une plus grande zone où la présece est attestée par les fossiles. Les études de gènes en comparaison avec les Olea europaea voisins (O. europaea subsp. cuspidata, O. europaea subsp. europaea...) montrent qu'il a existé une zone allant des Canaries à la Mer Rouge où les populations se sont différenciées il y a plusieurs millénaires.

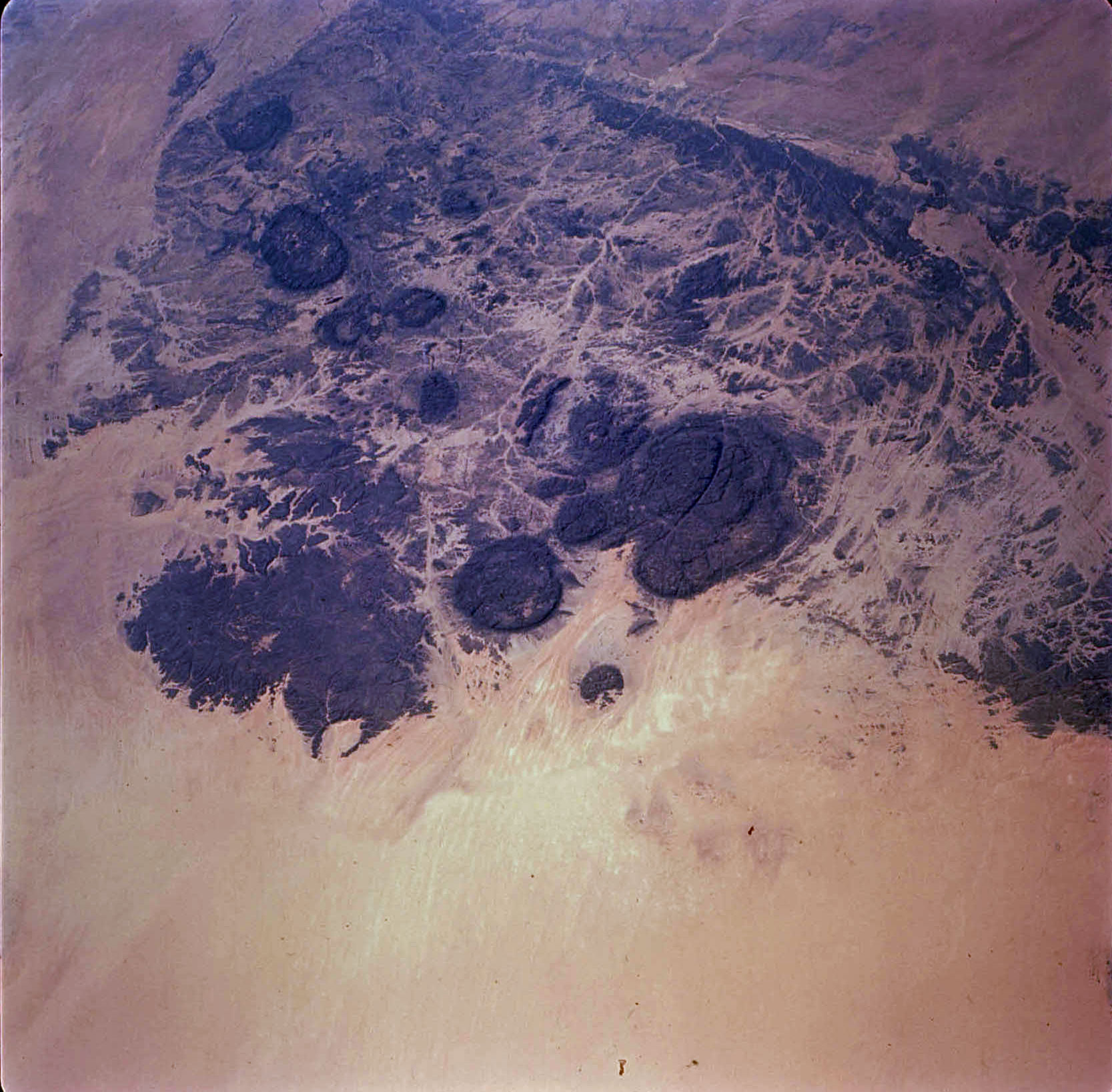
Vue satellite du massif de l'Aïr (Niger).

### Sauvegarde et protection
Les arbres des montagnes sahariennes sont particulièrement vulnérables à cause de leur régénération limitée dans les conditions présentes de sécheresse et du fait de l'aggravation de celles-ci. La pression sur les habitats du fait de l'appropriation des terres (land use) aggrave les difficultés. 
L'olivier de Laperrine constitue une source de combustible (bois) pour les populations locales, en plus du pâturage.

## Problématique de protection
Les populations de ce taxon relique sont en régression depuis les changements climatiques du Pléistocène. De plus, cette sous-espèce n'a montré aucune trace récente de régénération naturelle, et de ce fait, elle est menacée localement de disparition. Ceci justifie que l'Olivier de Laperrine doive bénéficier d'urgence d'un programme de préservation.
Un exemplaire d'herbier provient d'un pied cultivé à El Harrach (Alger) (Institut Agricole).
Lors de la fructification exceptionnelle de 2007, des fruits ont été récoltés sur 10 arbres mères. Les fruits ont été soumis en laboratoire à la germination (tempéraure 22 °C et humidité 70 %). Des pouponnières ont été constituées et entretenues laissant l'espoir d'une sauvegarde en laboratoire.

## Aspect biologique
Des études sur plusieurs aspects biologiques (biogéographie, caractères botaniques, histo-anatomie, germination, écologie et caractérisation moléculaire) ont été effectuées sur un nombre d'échantillons relativement exhaustif et couvrant une grande région du Sahara central algérien (Hoggar et Tassili) pour mieux connaître ce taxon en vue de le multiplier à grande échelle. Nos résultats montrent que les effectifs de ce taxon dans le sud algérien dépassent quelques centaines de pieds, voire quelques milliers. Ils confirment également que les oliviers du Sud et du Nord de l'Algérie sont phénotypiquement et génétiquement différenciés, bien qu'ils soient sexuellement compatibles. Sur la base de ces résultats, l'olivier de Laperrine doit être considéré comme une sous espèce du complexe Olea europaea. 

### Reproduction et protection
Cet arbre fait l'objet d'une exploitation humaine pour le bois de feu. Compte tenu de l'insécurité qui règne dans les régions où il vit, il est impossible de se faire une idée précise des populations restantes. C'est une source potentielle de gènes pour les populations actuelles d'Olea europaea.
Grâce à son mode de reproduction asexuée (croissance clonale), ce taxon peut maintenir une relativement grande diversité génétique depuis des millénaires et évite l'érosion génétique due à la reproduction sexuée dans de petites populations. Devant l'extrême sécheresse de l'environnement local et le broutement par les animaux, l'Olivier de Laperrine est très menacé dans sa survie. Les essais de multiplication par semis donnent des résultats satisfaisants. Cependant, il est encore nécessaire de déterminer si ce mode de multiplication favorise une régression de la diversité génétique due au faible nombre d'individus capables de se reproduire dans les populations. Le bouturage pourrait donc être un moyen alternatif de multiplier le taxon à grande échelle, car de plus, il préserve les qualités génétiques d'adaptation au milieu local. Une question se pose sur la conservation d'exemplaires de cet olivier dans des jardins botaniques et des conservatoires. Le Conservatoire Botanique National méditerranéen (Porquerolles) en possèderait un exemplaire vivant (issu d'une bouture) collecté à Tin Hamor (lieu dit "la Source") en 1996.

## Herbier
L'herbier de l'Université de Montpellier abrite et conserve l'Herbier Maire qui comporte plusieurs spécimens de l'oliver de Laperrine desséchés (au moins huit). Un des échantillons (rameaux fleuris provenant des environs de Tamanrasset) est accompagné d'une lettre de transmission signée du Lieutenant Jean Colonna d'Ornano (1er juin 1929). C'est un repère de la date de floraison de l'olivier fin mai 1929-début juin.

## Synonymes
- Olea laperrinei Batt. & Trab. (basionyme)

## Sources
Pour des articles plus généraux, voir Oleaceae et Olea.